# Thomas Eakins: Scenes from Modern Life
Thomas Eakins: Scenes from Modern Life è un documentario del 2002 diretto da Glenn Holsten e basato sulla vita del pittore statunitense Thomas Eakins.